# Сельми, Франческо
Франческо Сельми (итал. Francesco Selmi; 7 апреля, 1817 — 13 августа, 1881) — итальянский химик, один из основателей коллоидной химии.

## Биография
Франческо Сельми родился в Виньоле, которое в то время входило в Моденское герцогство. Он стал заведующим химической лаборатории в Модене в 1840 году, и профессором фармакологии и токсикологии в Болонском университете в 1867 году. Он опубликовал первое систематическое изучение неорганических коллоидов, в частности хлорида серебра , берлинской лазури, и серы в период с 1845 по 1850 года.
В 40-х годах XIX века Франческо Сельми обратил внимание на аномальные свойства некоторых растворов, которые сильно рассеивали свет, растворенные в них вещества выпадали в осадок при добавления к ним небольших количеств солей, в этих растворах не было взаимодействия между растворенным веществом и растворителем, переход вещества в такой раствор и осаждение из него сопровождалось изменением температуры и объёма системы. Сельми назвал такие системы «псевдорастворами», позднее была доказана их гетерогенная природа, и они получили название золей.
Умер Франческо Сельми в Виньоле в 1881 году.